# Nils Politt
Nils Politt (Keulen, 6 maart 1994) is een Duits wielrenner die vanaf 2024 rijdt voor UAE Team Emirates. Bij de junioren was hij tevens actief als baanwielrenner.

## Carrière
In 2014 werd hij Duits kampioen tijdrijden bij de beloften (U23) door het bijna dertig kilometer lange parcours zes seconden sneller af te leggen dan Maximilian Schachmann. Een jaar later kwam Politt solo als eerste over de finish in de wegrit.
In 2016 werd Politt prof bij Team Katjoesja, de ploeg waarvoor hij sinds augustus van het jaar ervoor al als stagiair actief was. Zijn seizoensdebuut maakte hij in de Ronde van Qatar, waar hij, mede door een elfde plek in de tijdrit op de derde dag, op de vierde plaats in het jongerenklassement eindigde. In Le Samyn ging Politt in de aanval en probeerde in de slotfase alleen weg te rijden. Echter, de aanvalspoging van de jonge Duitser slaagde niet: hij werd vijfde. In juni werd hij derde op het nationaal kampioenschap tijdrijden, achter Tony Martin en Jasha Sütterlin.
In 2018 behaalde Politt zijn eerste UCI-overwinning toen hij de vierde etappe in de Ronde van Duitsland op zijn naam schreef; in het eindklassement werd hij knap tweede.
In 2019 werd hij zesde in E3 Harelbeke, vijfde in Ronde van Vlaanderen en tweede in Parijs-Roubaix.
Op 8 juli 2021 won hij de 12e etappe in de Ronde van Frankrijk, met Nîmes als finishplaats.

## Palmares

### Baanwielrennen
| Jaar     | DK                                 | EK       | WK       | Overig                                     |          |
| Junioren | Junioren                           | Junioren | Junioren | Junioren                                   | Junioren |
| -------- | ---------------------------------- | -------- | -------- | ------------------------------------------ | -------- |
| 2011     | Ploegenachtervolging · Koppelkoers |          |          |                                            |          |
| 2012     | Koppelkoers                        |          |          |                                            |          |
| Elite    |                                    |          |          |                                            |          |
| 2020     |                                    |          |          | Zesdaagse van Bremen (met Kenny De Ketele) |          |

### Wegwielrennen
2014
 Duits kampioen tijdrijden, Beloften
2015
 Duits kampioen op de weg, Beloften
2018
4e etappe Ronde van Duitsland
2021
12e etappe Ronde van Frankrijk
3e etappe en eindklassement Ronde van Duitsland
2022
Ronde van Keulen
 Duits kampioen op de weg, Elite
2023
 Duits kampioen tijdrijden, Elite
2024
3e etappe (TTT) Parijs-Nice
 Duits kampioen tijdrijden, Elite
 Europees kampioenschap gemengde ploegentijdrit, elite

#### Resultaten in voornaamste wedstrijden
| Jaar | Ronde van Italië | Ronde van Frankrijk | Ronde van Spanje |
| ---- | ---------------- | ------------------- | ---------------- |
| 2016 |                  |                     |                  |
| 2017 |                  | 95e                 |                  |
| 2018 |                  | 87e                 |                  |
| 2019 |                  | 64e                 |                  |
| 2020 |                  | 120e                |                  |
| 2021 |                  | 50e (1)             |                  |
| 2022 |                  | 56e                 |                  |
| 2023 |                  | 62e                 |                  |
| 2024 |                  | 75e                 |                  |
| 2025 |                  | 75e                 |                  |

| Jaar | Milaan-San Remo | Gent-Wevelgem | Ronde van Vlaanderen | Parijs-Roubaix | Amstel Gold Race | Luik-Bast.‑Luik | E3 Saxo Classic | Waalse Pijl | Omloop Het Nieuwsblad |  | WK op de weg |  | Wereldranglijsten |
| ---- | --------------- | ------------- | -------------------- | -------------- | ---------------- | --------------- | --------------- | ----------- | --------------------- |  | ------------ |  | ----------------- |
| 2016 |                 |               | 89e                  | opgave         |                  |                 | 47e             |             | 100e                  |  | opgave       |  |                   |
| 2017 |                 |               | 42e                  | 27e            |                  |                 | 70e             | opgave      | opgave                |  | 114e         |  | 217e (UWT)        |
| 2018 | 61e             |               | 17e                  | 7e             |                  |                 | 54e             |             | 83e                   |  |              |  | 115e (UWT)        |
| 2019 | 27e             |               | 5e                   | ↑              |                  | 81e             | 6e              |             | 19e                   |  | 19e          |  |                   |
| 2020 |                 | 52e           | 19e                  |                |                  |                 |                 |             | 47e                   |  |              |  |                   |
| 2021 |                 |               | 22e                  | opgave         |                  |                 |                 |             | 10e                   |  | 16e          |  |                   |
| 2022 |                 | 79e           | 47e                  | 22e            |                  |                 | 72e             |             | 27e                   |  |              |  |                   |
| 2023 | 21e             | 20e           | 20e                  | 35e            | opgave           |                 | 13e             |             | 7e                    |  | opgave       |  |                   |
| 2024 |                 | 27e           | ↑                    | 4e             |                  |                 | 7e              |             | ↑                     |  |              |  |                   |
| 2025 | 134e            | 34e           | 66e                  | opgave         |                  |                 | 18e             |             | 50e                   |  |              |  |                   |

## Ploegen
- 2013 –  Team Stölting
- 2014 –  Team Stölting
- 2015 –  Team Stölting
- 2015 –  Team Katjoesja (stagiair vanaf 1-8)
- 2016 –  Team Katjoesja
- 2017 –  Team Katjoesja Alpecin
- 2018 –  Team Katjoesja Alpecin
- 2019 –  Team Katjoesja Alpecin
- 2020 –  Israel Start-Up Nation
- 2021 –  BORA-hansgrohe
- 2022 –  BORA-hansgrohe
- 2023 –  BORA-hansgrohe
- 2024 –  UAE Team Emirates
- 2025 –  UAE Team Emirates

Belkov · Bystrøm · Caruso · Guarnieri · Haller · Isajtsjev · Koeznetsov · Kolobnev · Kotsjetkov · Kozontsjoek · Kristoff · Lagoetin · Losada · Machado · Moreno · Paolini · Porsev · Rodríguez · Selig · Silin · Smukulis ·  Špilak · Trofimov · Tsatevitsj · Tsjernetski · Vicioso · Vorganov · Vorobjov · Zakarin · Politt (stagiair) · Restrepo (stagiair)
Belkov · Bystrøm · Guarnieri · Haller · Isajtsjev · Koeznetsov · Kotsjetkov · Kozontsjoek · Kristoff · Lagoetin · Losada · Machado · Mamykin · Mørkøv · Politt · Porsev · Restrepo · Rodríguez · Silin · Špilak · Taaramäe · Tsatevitsj · Tsjernetski · Van den Broeck · Vicioso · Vorganov · Vorobjov · Zakarin · Maes (stagiair)
Belkov · Biermans · Bystrøm · Gonçalves · Haller · Hollenstein · Kišerlovski · Koeznetsov · Kotsjetkov · Kristoff  · Lammertink · Losada · Machado · Mamykin · Martin   · Mathis · Mørkøv · Planckaert · Politt · Restrepo · Špilak · Taaramäe · Vicioso · Würtz Schmidt · Zabel · Zakarin · Havik (stagiair)
Belkov · Biermans · Boswell · Cras · Dowsett · Fabbro · Gonçalves · Haas · Haller · Hollenstein · Kittel · Kišerlovski · Koeznetsov · Kotsjetkov · Lammertink · Machado · Martin · Mathis · Planckaert · Politt · Restrepo · Smit · Špilak · Würtz Schmidt · Zabel · Zakarin
Battaglin · Biermans · Boswell · Cras · Debusschere · Dowsett · Fabbro · Gonçalves · Guerreiro · Haas · Haller · Hollenstein · Kittel · Koeznetsov · Kotsjetkov · Navarro · Politt · Smit · Špilak · Strachov · Tanfield · Würtz Schmidt · Zabel · Zakarin
Badilatti · Barbier · Biermans · Boivin · Brändle · Cataford · Cimolai · Dowsett · Einhorn · Goldstein · Greipel · Hermans · Hofstetter · Hollenstein · Martin · McCabe · Navarro · Neilands · Niv · Piccoli · Politt · Räim · Renard · Sagiv · Schelling · Sutherland · Vahtra · Van Asbroeck · Würtz Schmidt · Zabel
Ackermann · Aleotti · Baška · Benedetti · Bodnar · Buchmann · Burghardt · Fabbro · Gamper · Großschartner · Kämna · Kelderman · Konrad · Laas · Meeus · Oss · Palzer (vanaf 1 april) · Politt · Pöstlberger · J. Sagan · P. Sagan · Schachmann · Schelling · Schillinger · Schwarzmann · Selig · Walls · Wandahl · Zwiehoff
Aleotti · Archbold · Benedetti · Bennett · Buchmann · Fabbro · Gamper · Großschartner · Haller · Higuita · Hindley · Kämna · Kelderman · Koch · Konrad · Laas · Lührs · Meeus · Mullen · Palzer · Politt · Pöstlberger · Schachmann · Schelling · Uijtdebroeks · van Poppel · Vlasov · Walls · Wandahl · Zwiehoff · Lipowitz (stagiair)
Aleotti · Archbold · Benedetti · Bennett · Buchmann · Denz · Fabbro · Gamper · Haller · Higuita · Hindley · Jungels · Kämna · Koch · Konrad · Koretzky · Lipowitz · Lührs · Meeus · Mullen · Palzer · Politt · Schachmann · Schelling · Uijtdebroeks · van Poppel · Vlasov · Walls · Wandahl · Zwiehoff
Almeida · Arrieta · Ayuso · Baroncini · Bax · Bjerg · Christen · Covi · del Toro · Fisher-Black · Großschartner · Hirschi · Hodeg · Laengen · Majka · McNulty · Molano · Morgado · Novak · I. Oliveira · R. Oliveira · Pogačar · Politt · Sivakov · Soler · Ulissi · Vine · Vink · Wellens · Yates